# Bad Penny Blues
Bad Penny Blues è uno standard jazz blues composto da Humphrey Lyttelton ed inciso dalla sua band a Londra il 20 aprile 1956. Il brano venne pubblicato dalla Parlophone sul singolo Bad Penny Blues/Close Your Eyes.
Alcuni critici musicali hanno fatto notare come la parte di pianoforte presente nella traccia, sia simile a quella del brano Lady Madonna dei Beatles, e che possa aver ispirato Paul McCartney per la composizione del pezzo.

## Il brano
Pubblicata su singolo (lato B Close Your Eyes) su etichetta Parlophone, la composizione divenne un grosso successo in Gran Bretagna. Fu il primo disco jazz inciso nel Regno Unito ad entrare nella Top Twenty della classifica dei singoli, rimanendovi per 6 settimane. Il suo successo fu dovuto principalmente al trascinante riff boogie del pianoforte, suonato da Johnny Parker e messo in risalto dal produttore Joe Meek. Il produttore "ufficiale" accreditato era Denis Preston, che però delegò il lavoro a Meek, che era l'ingegnere del suono.
Bad Penny Blues è stata inclusa nel documentario Red, White & Blues di Mike Figgis e nella colonna sonora del film uscita su CD.

## Formazione
- Humphrey Lyttelton: tromba
- Johnny Parker: pianoforte
- Jim Bray: contrabbasso
- Stan Greig: batteria